# Phytoplasma pyri
Phytoplasma pyri è una specie di batterio appartenente alla famiglia delle Acholeplasmataceae.